# Ваганов Ілля Сергійович
Ілля Сергійович Ваганов (рос. Илья Сергеевич Ваганов; нар. 15 січня 1989, Ленінград, РРФСР) — російський футболіст, захисник та півзахисник.

## Життєпис
Вихованець петербурзької СДЮСШОР-1 «Московська застава» (Санкт-Петербург). 2006 рік провів у аматорському клубі «Сварог СМУ-303» з Санкт-Петербурга. 2007 року грав у фінському клубі ЯБК, який тренував Олексій Єрьоменко. Наступного року перейшов у «Хімки», але виступав лише за дубль – 27 матчів. У 2009 році підписав контракт із петербурзьким «Динамо», проте через два дні отримав травму, й контракт був розірваний.
У жовтні 2010 року підписав контракт на 1+1 рік з «Яро».У 2011-2012 роках грав у вище вказаному клубі під керівництвом Олексія Єрьоменка. У своєму дебютному сезоні 2011 року Ваганов провів 21 матч Вейккауслізі та відзначився трьома голами, двома з яких — 14 жовтня 2011 року в домашньому матчі проти «Інтера» (Турку). Сезон 2012 року таки відіграв, але він завершився серйозною травмою коліна. Першу половину сезону 2013 років, по завершенні реабілітації, провів в аматорському клубі «Метеор» з чемпіонату Санкт-Петербурга, потім перейшов до команди ПФЛ «Русь» (Санкт-Петербург), за яку зіграв 7 матчів.
2014 року повернувся до «Яро». Наприкінці року продовжувати контракт не планував, але провів у клубі наступний сезон, після якого «Яро» вибув з вищого фінського дивізіону. Загалом у футболці «Яро» провів 107 матчів у Вейккауслізі, забив дев'ять м'ячів, завдяки чому став другим легіонером «Яро» за кількістю зіграних поєдинків у вищому дивізіоні чемпіонату Фінляндії, після Олексія Єрьоменка.
У січні 2016 року побував на перегляді в красноярському «Єнісеї». У серпні 2016 року перейшов до брянського «Динамо». 11 липня 2017 року підписав контракт із ФК «Рязань», де грав до 2019 року. Сезон 2019/20 років провів у «Чорноморці» із Новоросійська. Влітку 2020 року перейшов у «Хвилю» з Нижньогородської області, проте навесні 2021 року залишив команду.
Влітку 2021 став гравцем литовського клубу «Йонава». З січня 2022 року перебував на перегляді у мурманському аматорському клубі «Північ». Був заявлений на Турнір уповноваженого представника президента у Північно-Західному федеральному окрузі.